# Pivdenne (Járkov)
Pivdenne (en ucraniano: Південне; en ruso: Пивденное, romanizado: Pivdénnoye) es una ciudad ucraniana perteneciente al óblast de Járkov. Situada en el noreste del país, es parte del raión de Járkov y centro del municipio (hromada) homónimo.

## Geografía
Pivdenne se encuentra a orillas del río Merefa, 15 km al suroeste de Járkov.  

## Historia
La ciudad fue creada en 1963 mediante la fusión de los pueblos Komarivka (fundada en la segunda mitad del siglo XVII) y Yuzhni, tomó el nombre del asentamiento fundado en 1906 para los trabajadores del Ferrocarril del Sur de Rusia.
Komarivka fue una aldea en el uyezd de Járkov de la gobernación de Járkov del Imperio ruso. El 19 de octubre de 1938, las aldeas de Yuzhni y Komarivka recibieron el estatus de asentamientos de tipo urbano. Durante la Segunda Guerra Mundial fueron liberadas de la ocupación alemana el 26 de agosto de 1943 tras haber sido ocupadas a finales de octubre de 1941.
Durante la Segunda Guerra Mundial, Pisochín estuvo ocupada por la Alemania nazi hasta el 29 de agosto de 1943.
En 2012, parte del asentamiento se incorporó a Járkov. En 2023, Pisochín perdió el estatus de asentamiento de tipo urbano en la legislación ucraniana debido a la eliminación de este estatus administrativo.
El 28 de febrero de 2022, tras el comienzo de la invasión rusa de Ucrania, el alcalde Bryujanov fue detenido bajo sospecha de traición, junto con uno de sus adjuntos, el jefe del departamento del distrito local y el inspector de policía del distrito.

## Demografía
La evolución de la población de Pivdenne entre 1864 y 2022 fue la siguiente:
| 582                                                           | 7166 | 12 049 | 11 087 | 9878 | 8516 | 7937 | 7818 | 7705 | 7319 |
| (Fuente: Cities & Towns of Ukraine y UKRAINE: Größere Städte) |      |        |        |      |      |      |      |      |      |

Según el censo de 2001, la lengua materna de la mayoría de los habitantes, el 86,51%, es el ucraniano; y del 12,96% es el ruso.

## Infraestructura

### Transporte
El asentamiento está incluido en la red de carreteras de la aglomeración urbana de Járkov. Las estaciones de tren de Pisochín y Rizhov se encuentran en la línea que conecta Járkov y Poltava.

## Personas destacadas
- Yuri Knórozov (1922-1999): lingüista, mayista soviético y ruso, que tuvo un papel clave en el desciframiento del sistema de escritura maya.

## Galería

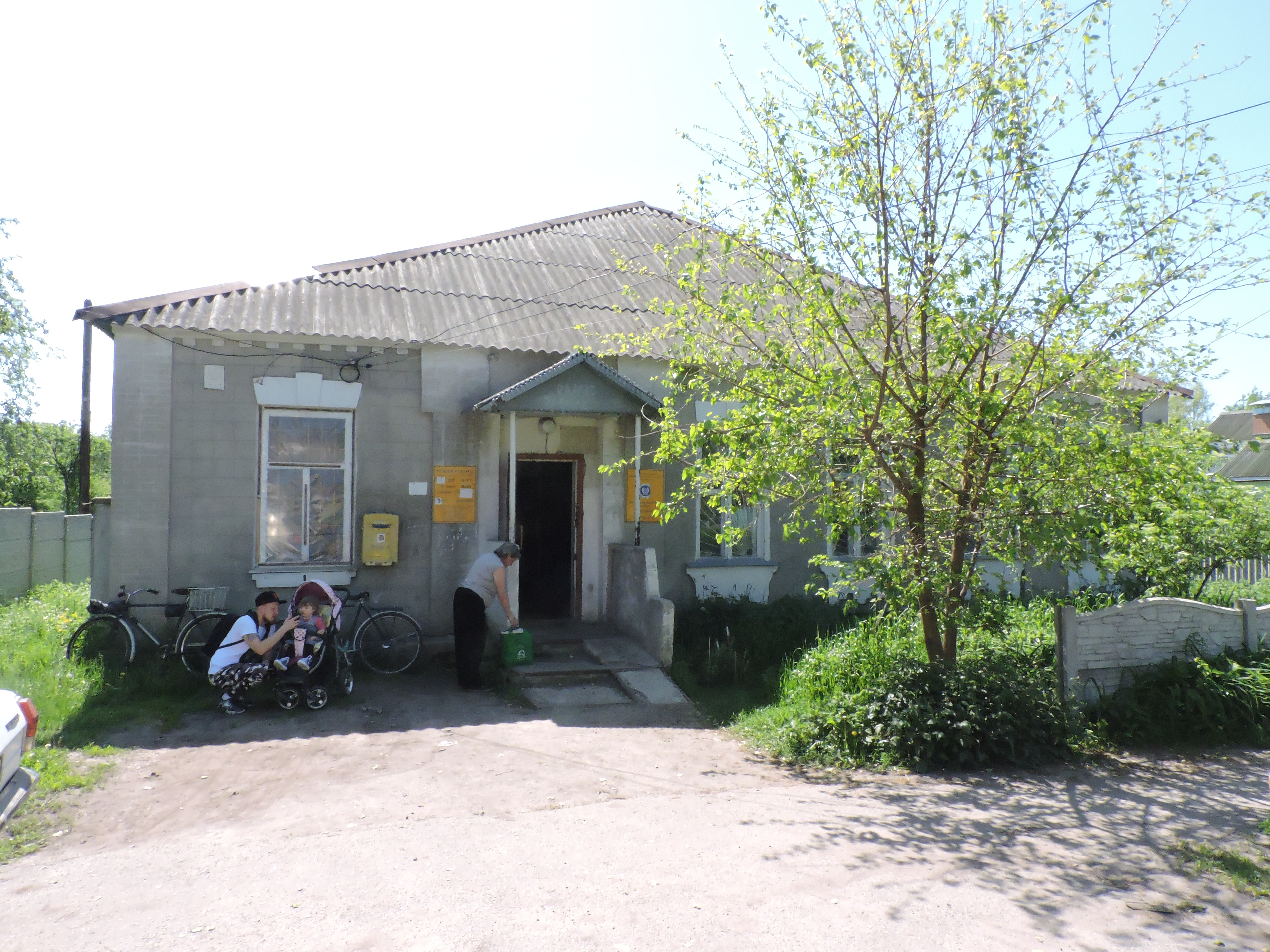
Oficina de correos
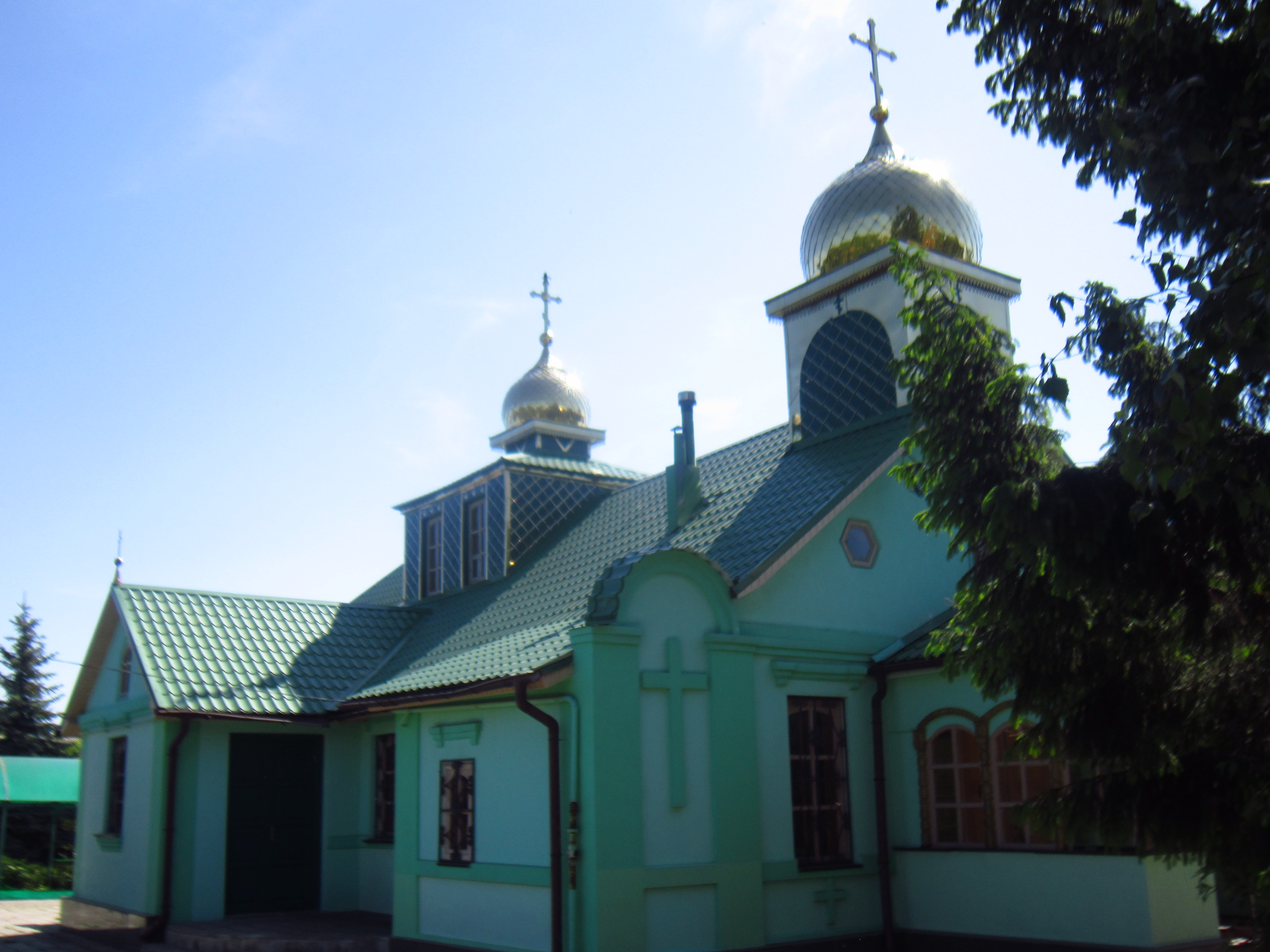
Iglesia del Espíritu Santo de Pivdenne
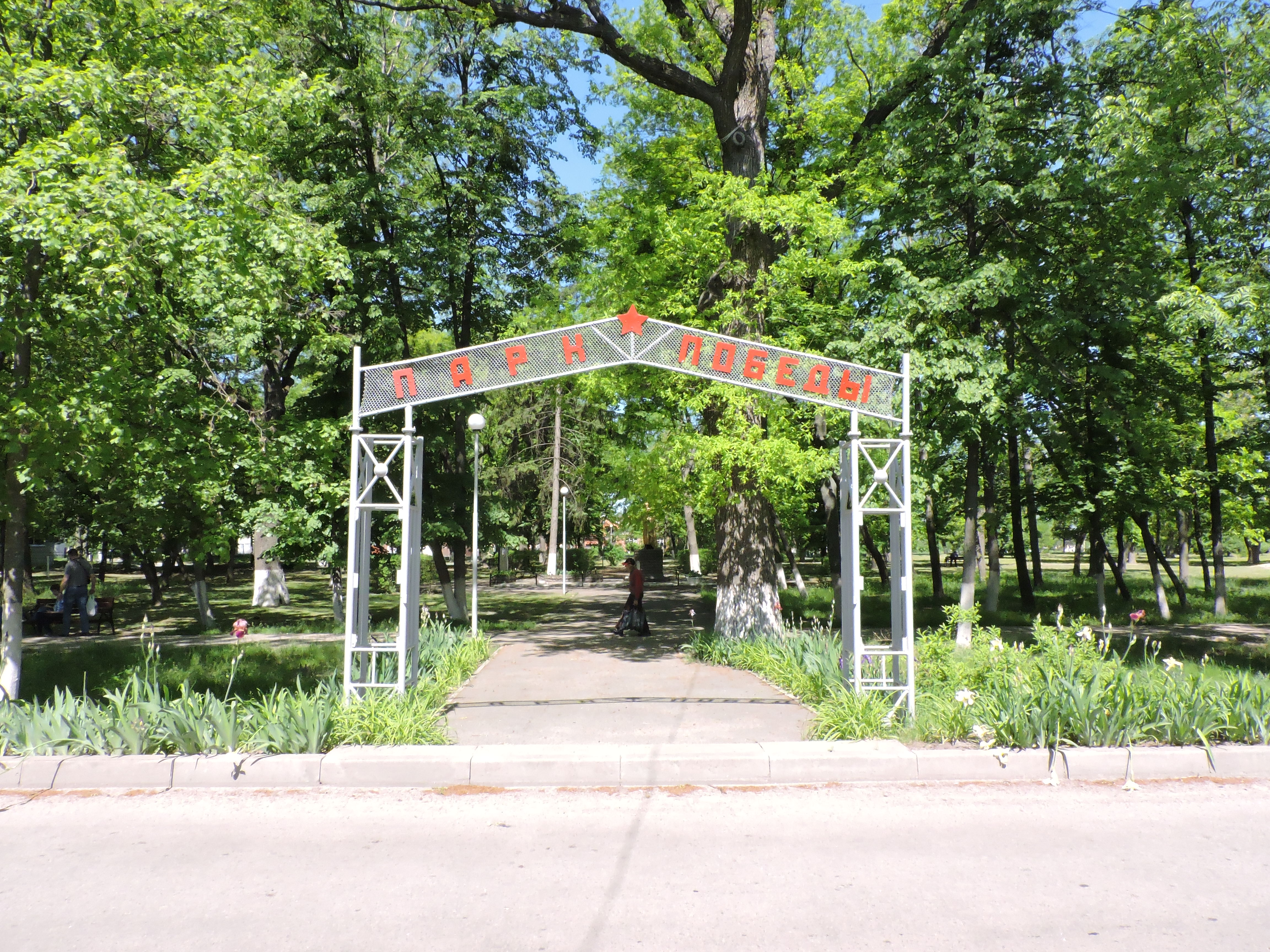
Parque de la Victoria
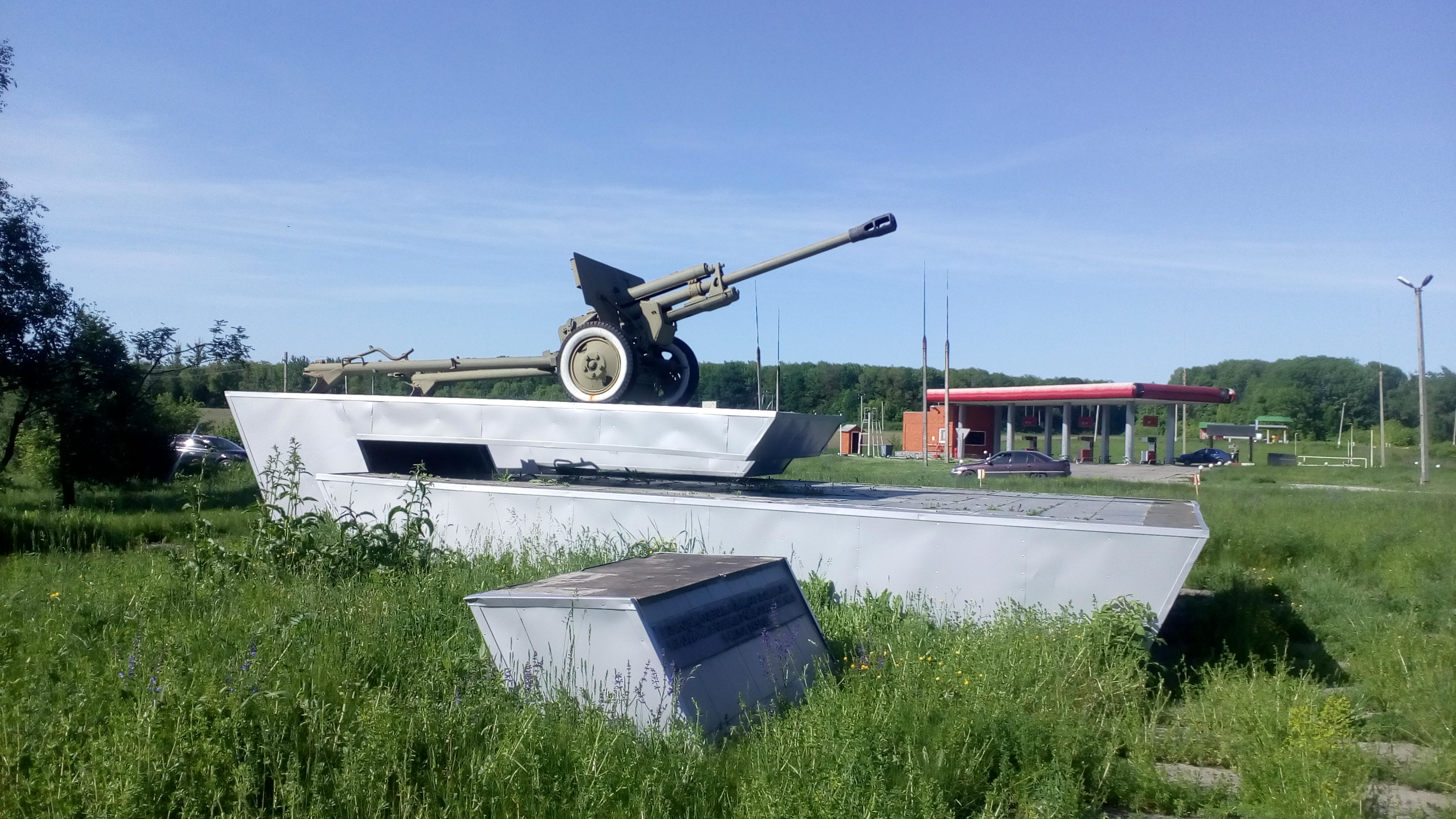
Memorial a los soldados soviéticos que liberaron Pivdenne